# Sejm elekcyjny 1632
Sejm elekcyjny 1632 – I Rzeczypospolitej został zwołany 17 lipca 1632 roku do Warszawy w celu wybrania nowego króla.
Sejmiki przedsejmowe w województwach odbyły się w sierpniu 1632 roku. Marszałkiem sejmu obrano Jakuba Sobieskiego krajczego koronnego. Obrady trwały od 24 września do 15 listopada 1632 roku.
Sejm ten był jednym z trzech sejmów, które odbyły się w 1632 roku - był poprzedzony sejmem konwokacyjnym (22 czerwca – 17 sierpnia); a jeszcze wcześniej tego roku odbył się sejm walny (11 marca – 2 kwietnia).
W tym przypadku po śmierci Zygmunta III Wazy na elekcji 1632 roku wybrano jego syna, Władysława IV Wazę.
Poza tematem elekcji omawiano m.in. sprawy związane z wolnością religijną.
Sejm przebiegał stosunkowo spokojnie; Władysław miał poparcie większości szlachty i nie było innych poważnych konkurentów.